# Алник (замок)

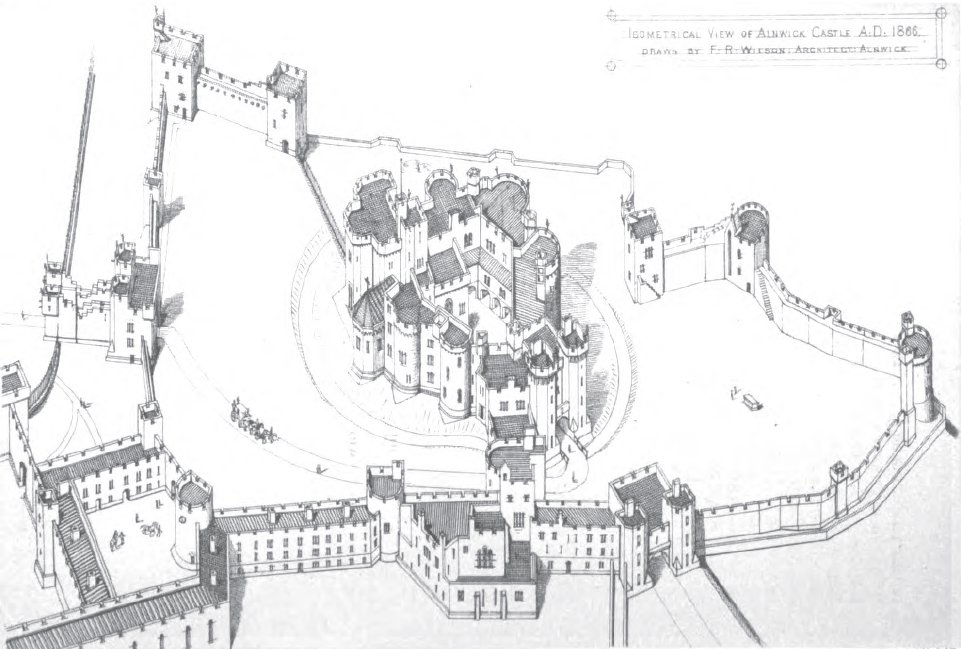
George Tate. Изометрический вид замка. 1866 год.

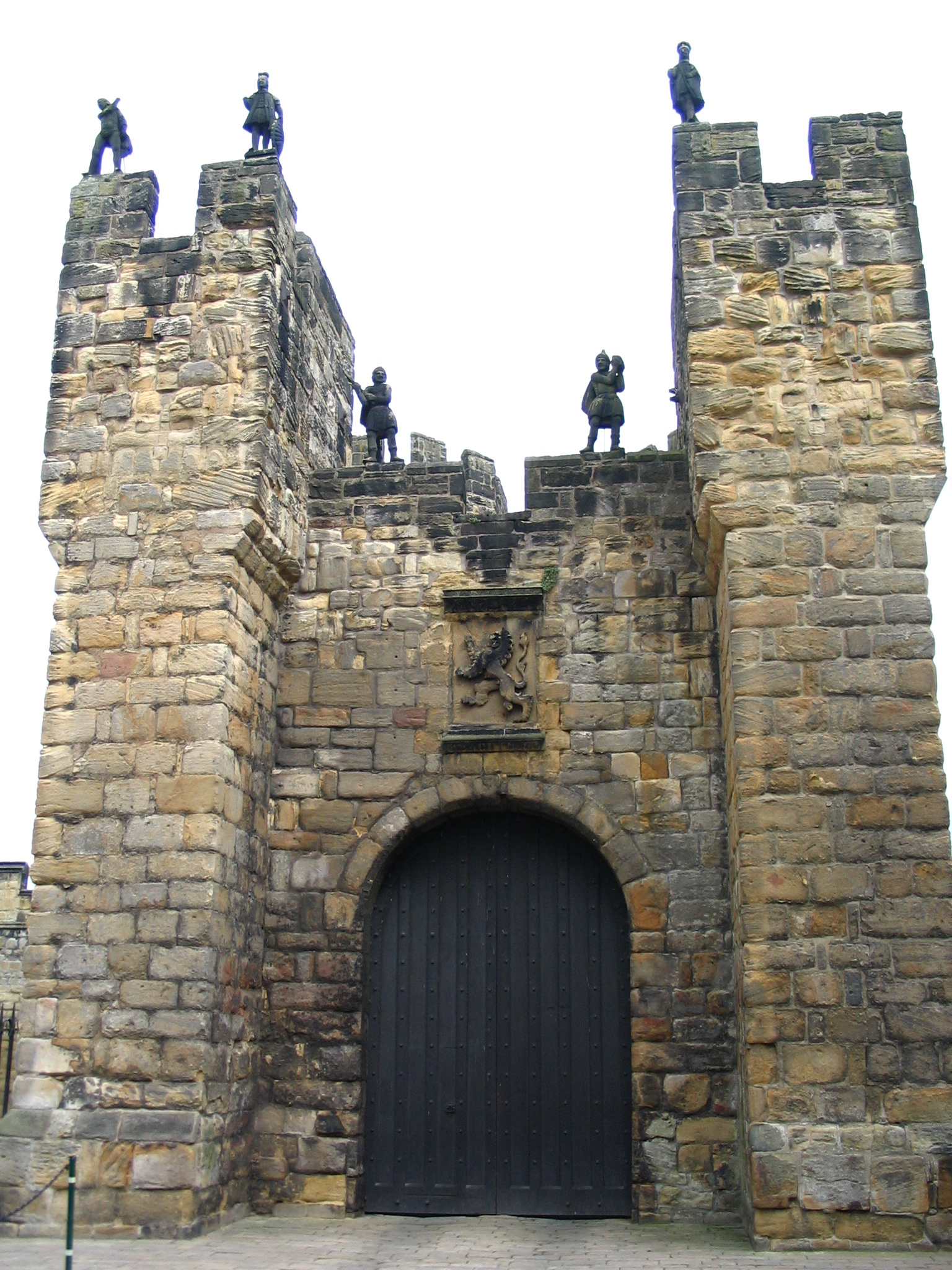
Вход в замок

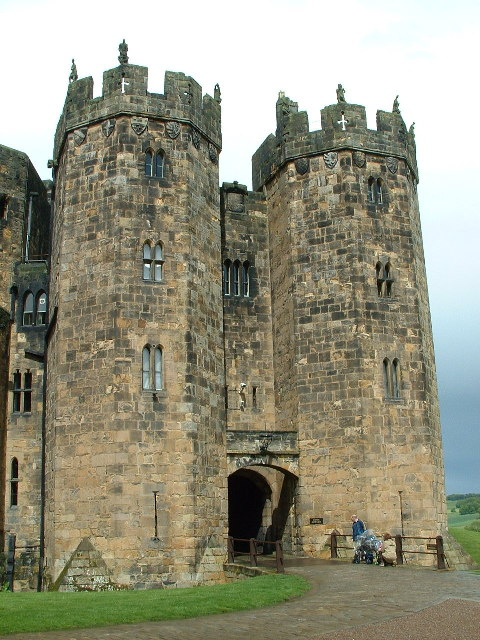
Донжон замка

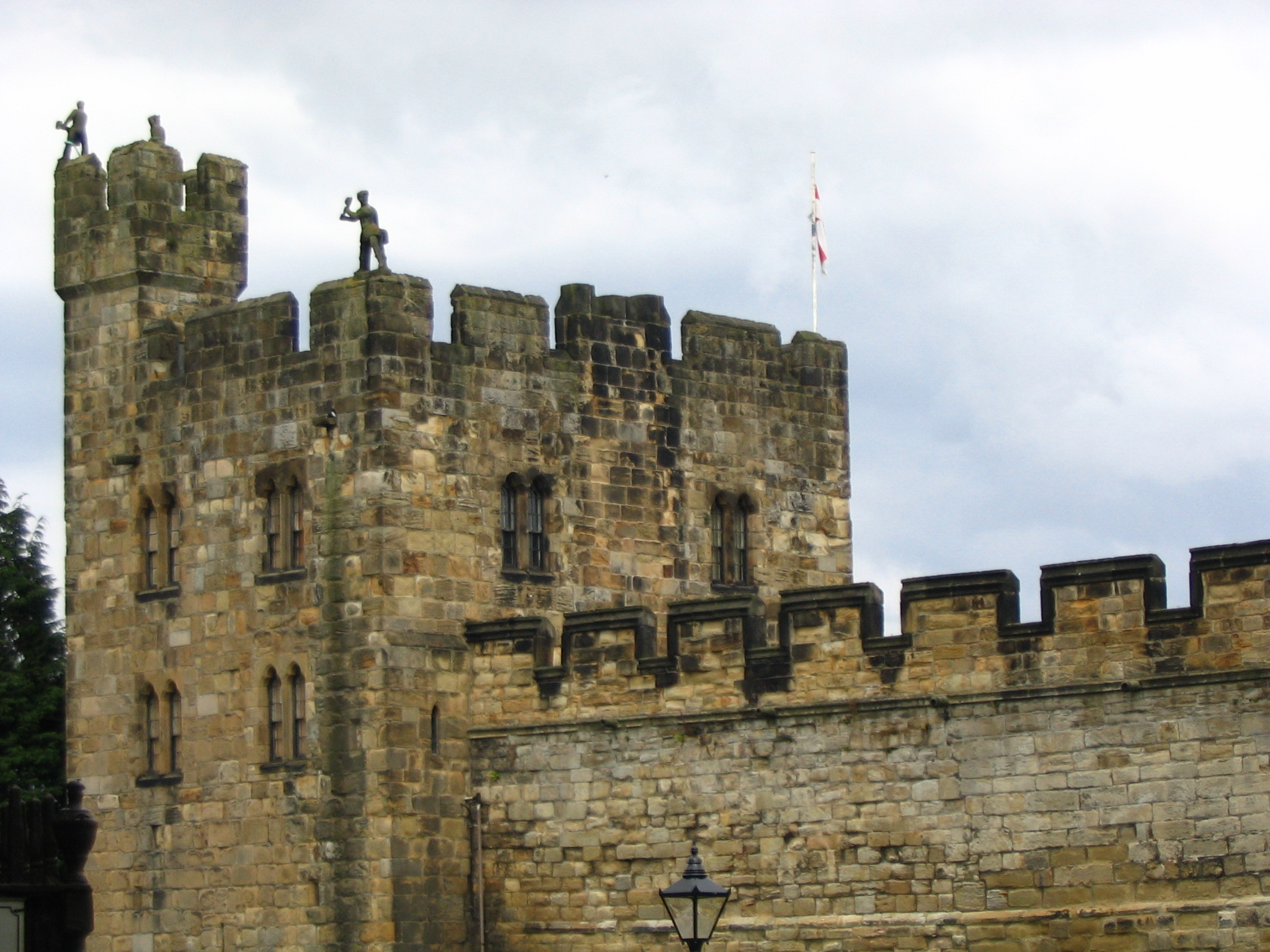
Угловая башня

Замок А́лник (англ. Alnwick; встречается также транслитерация А́лнвик) — замок в Великобритании, располагающийся на севере Англии в графстве Нортумберленд недалеко от южных границ Шотландии, главная резиденция герцога Нортумберленда. У замка разбит одноимённый сад.

## История замка

### Ранняя история
В XI веке норманн Жильбер де Тессон, знаменосец Вильгельма Завоевателя, построил на месте нынешнего замка деревянную крепость. Во времена де Тессона в замке и его окрестностях произошло несколько значительных событий. В 1093 году на расстоянии всего лишь полутора километров от замка Малькольм III Кэнмор, король Шотландии, погиб от руки Роберта Моубрея, графа Нортумбрии. Двумя годами позже де Тессон присоединился к Моубрею в мятеже против английского короля Вильгельма II. Мятеж был подавлен, и де Тессон лишился своих владений. В следующем году Алник перешёл в руки Иво де Весси, который начал строить на месте крепости Жильбера де Тессона каменный замок.

### Де Весси
Беатрис, дочь и наследница де Весси, вышла замуж за Юстаса Фитцджона. В 1134 году, после смерти де Весси, Юстас получил титул барона Алника и стал новым хозяином замка. Он был приближённым императрицы Матильды и оказывал ей активную поддержку в борьбе с королём Стефаном за английский престол. Кроме того, Фитцджон был одним из соратников шотландского короля Давида I и также поддерживал его в восстании против Стефана. В результате всех этих мятежей в 1138 году у Фитцджона отобрали замок, но после подавления восстания Фитцджону удалось каким-то образом вернуть доверие Стефана, получить замок обратно и закончить его строительство. В 1157 году он умер и был похоронен в Уэльсе.
Потомки де Весси прославились своими сложными взаимоотношениями с короной. В 1172 и 1174 годах шотландский король Вильгельм I Лев дважды осаждал Алник, и оба раза гарнизон замка во главе с Вильгельмом де Весси успешно выдерживал осаду; правда, во время второй осады замок спасла армия англичан, которые под прикрытием тумана незаметно подобрались к войску Вильгельма Льва и пленили его. В 1184 году Вильгельм де Весси умер, и Алник наследовал его сын Юстас, который, по иронии судьбы, был женат на дочери Вильгельма Льва.
После того, как на английский трон в 1199 году вступил Иоанн Безземельный, Вильгельм Лев предъявил права на владение Нортумберлендом и на протяжении 14 лет отстаивал свои притязания. За этот период, во время поездок на переговоры с шотландским королём, Иоанн Безземельный дважды останавливался в Алнике.
Юстас де Весси был одним из зачинщиков заговора против Иоанна Безземельного в 1212 году. За это Иоанн несколько раз приказывал разрушить Алник, но его приказы не были исполнены. В 1215 году де Весси присоединился к восстанию баронов против Иоанна и, кроме того, примкнул к армии шотландского короля Александра II, которую тот направил в Нортумберленд. После такого открытого неповиновения Иоанн Безземельный выполнил угрозу и сжёг Алник. В 1216 году Юстас де Весси был убит во время осады замка Барнард.
После последующих сорока лет затишья Алник ждали новые неприятности. В середине 1260-х годов Джон де Весси, наследник Юстаса, присоединился к Симону де Монфору в восстании против Генриха III. В 1265 году в битве при Ившеме его ранили и взяли в плен. Как это часто случалось с поверженными бунтовщиками, у него отобрали все земли и собственность. Как ни удивительно, но после выхода из плена де Весси снова удалось получить прощение у монарха и восстановить права на владение замком. После смерти Джона в 1288 году замок перешёл к его брату Уильяму. На протяжении его жизни Алник продолжал оставаться в центре конфликта между Англией и Шотландией, пик которого пришелся на восстание легендарного Уильяма Уолласа (Храброго сердца) против английского короля Эдуарда I Длинноногого. В том же году Уильям де Весси умер, не оставив наследника, и замок перешёл под попечение епископа Даремского. В 1309 году епископ Даремский продал Алник и прилегающие владения сэру Генри Перси.

### Перси, графы Нортумберлендские
Перси были одной из самых могущественных английских фамилий. Один из Перси — сэр Генри по прозвищу Горячая Шпора — стал героем пьесы Шекспира «Генрих IV». У членов семьи Перси был довольно неугомонный характер — на протяжении столетий они плели интриги и бунтовали как против английских королей, так и против шотландских. Генри, 1-й лорд Перси из Алника, бунтовал против короля Эдуарда II, в результате чего потерял замок, но потом вернул его в собственность. За время владения Алником он значительно обновил замок и многое перестроил. Большая часть построек того времени сохранилась в прекрасном состоянии и дошла до наших дней.
После смерти 1-го лорда Перси в 1315 году замок перешел к его сыну Генри (это было фамильное имя, и его носили семеро следующих лордов Перси). Большую часть жизни 2-й лорд Перси воевал на континенте, но успел уделить время и замку, обновив некоторые постройки в соответствии с требованиями той эпохи. В 1352 году он умер в Алнике. Его сын, 3-й лорд Перси, также был воином и участвовал в очередных стычках англичан с шотландцами и французами. 3-й лорд Перси умер в 1368 году.
Следующий Генри, 4-й лорд Перси и 1-й граф Нортумберлендский, вошел в историю как самый печально известный владелец Алника. Опытный воин, на протяжении тридцати лет отличавшийся в кампаниях против Франции, этот Генри Перси был одним из главных противников Шотландии. Его сын, тот самый Генри Горячая Шпора, о котором писал Шекспир, проявил себя как воин в довольно нежном возрасте — когда ему было 12 лет, он сражался в битве при Оттерберне. Под прикрытием ночи Генри «Горячая Шпора» повел войска на шотландцев, но допустил ошибку, приняв расположение лагерных слуг за лагерь шотландского войска, и потерпел поражение. Тем не менее, он проявил достаточную отвагу, чем оправдал своё прозвище и заслужил репутацию настоящего воина.
В 1399 году король Ричард II обвинил графа Нортумберлендского и его сына в измене. В ответ они, сговорившись с другими баронами, подняли восстание и посадили на английский трон своего фаворита, Генриха IV. В 1403 году, решив, что король недостаточно отблагодарил их за помощь, Перси взбунтовались ещё раз. Во время восстания Генри Горячая Шпора был убит, а армия его отца окружена. Союзники Перси отказали им в поддержке и сдали Алник королевским войскам. В следующем году Генри Перси был освобожден из плена, а в 1405 году снова восстал против короля. В конечном итоге ему пришлось бежать в Шотландию, хотя на этом он не успокоился и впоследствии сделал ещё одну попытку восстать против короля. В 1409 году он был убит.
Следующему Генри Перси удалось вернуть себе Алник. Этот Генри был близким другом будущего короля Генриха V и, в отличие от своих вероломных предков, хранил верность короне всю жизнь. Шотландия продолжала войны за независимость, и в 1424 году Алник был сначала осажден, а потом сожжён шотландцами. На протяжении следующих тридцати лет то граф Нортумберлендский вторгался в Шотландию, то шотландцы нападали на его владения. В 1448 году шотландцы под предводительством клана Дугласов вновь сожгли замок. В том же году 2-й граф Нортумберлендский примкнул к Ланкастерам в Войне Алой и Белой розы и в 1455 году был убит в битве при Сент-Олбансе.
Его сын, 3-й граф Нортумберлендский, пошел по стопам отца — он тоже стал сторонником Ланкастеров, воевал против Шотландии и йоркистов. В 1461 году он участвовал в одном из самых кровавых сражений Англии — битве при Таутоне, — отважно сражался и пал на поле боя вместе с 38 000 других воинов. После его смерти замок Алник отошел короне, а потом был передан лорду Монтагю.
Однако война была не окончена. В 1462 году замок дважды осаждали, а в 1463 году его захватили йоркисты. Алник вернулся к законным владельцам, графам Нортумберлендским, только в 1469 году, после вступления на трон Эдуарда IV. Двадцать лет спустя, после попытки наложить на жителей подвластных ему земель новый налог, 4-й граф Нортумбурлендский был растерзан толпой.

### Краткая история в последующие века
На протяжении следующих столетий замок оставался центром самых различных событий.
- В замке располагался штаб, который собирал войска на борьбу с шотландцами.
- Графство вместе с замком на некоторое время отходило к короне, после того как Томас Перси, 7-й граф Нортумберлендский, в 1572 году был казнён по приказу королевы Елизаветы I Тюдор за то, что поддерживал претендовавшую на престол шотландскую королеву Марию Стюарт.
- Брат Томаса, 8-й граф Нортумберлендский, который также поддерживал Марию Стюарт, умер в Тауэре при загадочных обстоятельствах.
- С середины XVII века графы Нортумберлендские перестали жить в замке, и Алник пришел в запустение.
- В 1766 году сэру Хью Смитсону был пожалован титул 1-го герцога Нортумберлендского. Он начал восстанавливать Алник и преуспел в этом — замок прославился своими фантастически роскошными интерьерами. С той поры герцоги Нортумберлендские продолжали благоустраивать замок и приумножать его великолепие.

## В живописи

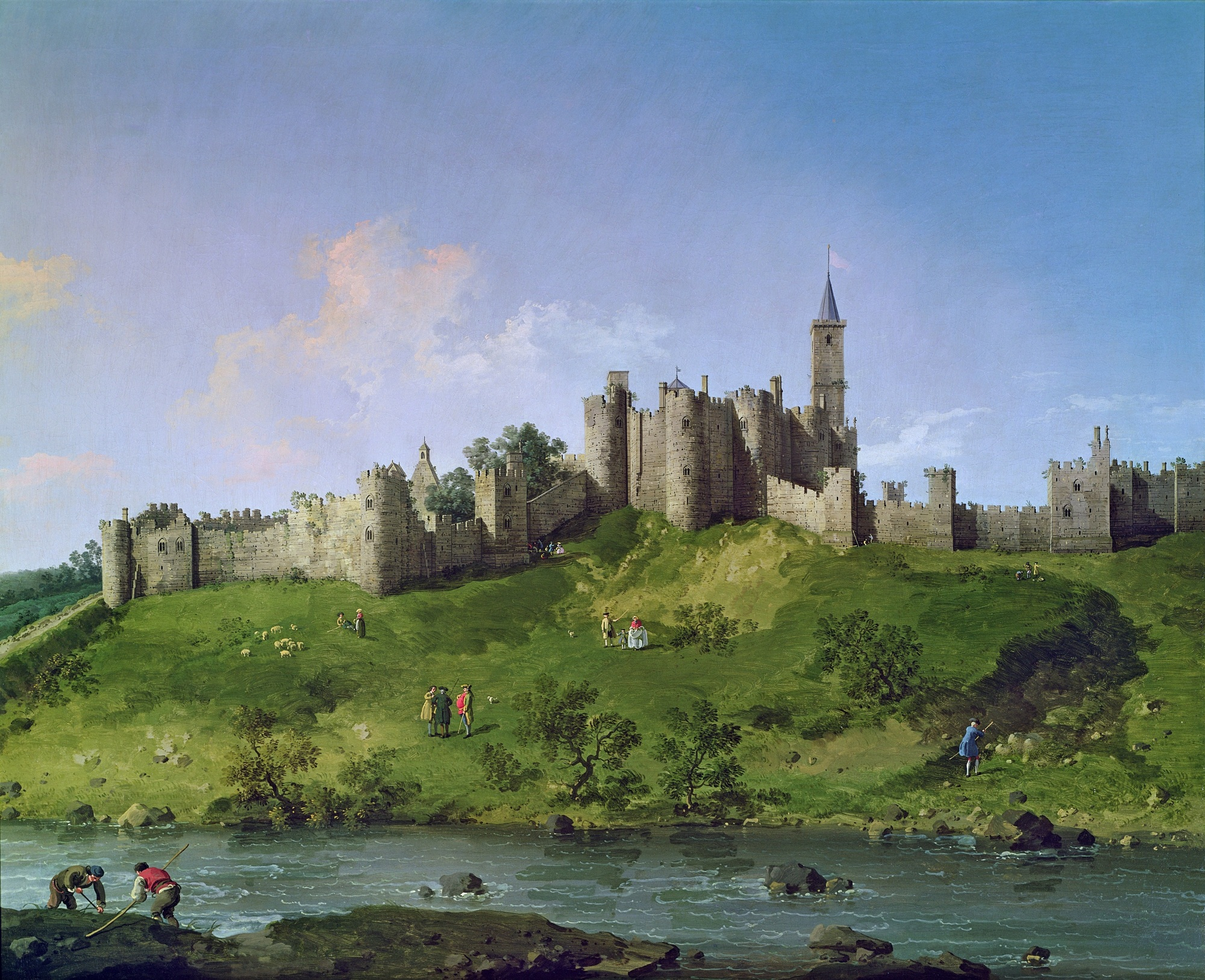
Каналетто. 1750 год.
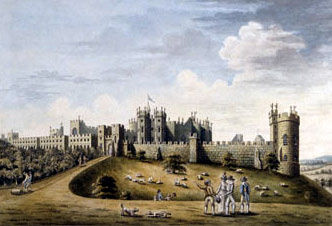
Неизвестный автор 1790-1810 год.
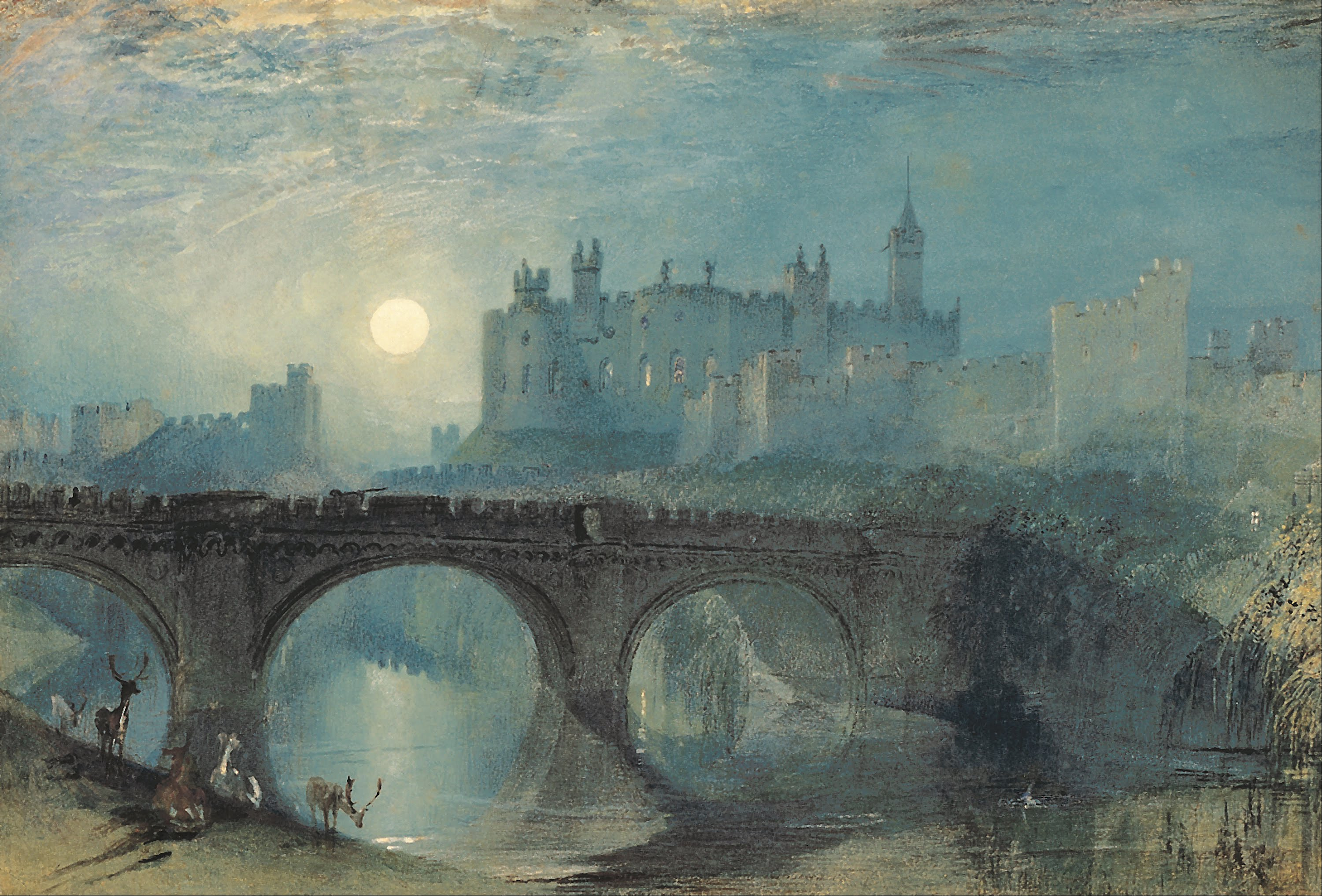
Уильям Тёрнер 1829 год.
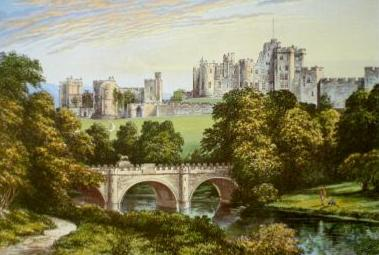
Alexander Francis Lydon 1870 год.

## Появление в фильмах
- В замке снимали некоторые сцены фильмов о Гарри Поттере.
- Часть сцен фильма «Айвенго» 1982 года также снималась в Алнике.
- Замок снят в 5 сезоне сериала «Аббатство Даунтон».
- В замке живёт 12-й граф Фолган из фильма Трансформеры: Последний рыцарь